# Periscyphis libycus
Periscyphis libycus is een pissebed uit de familie Eubelidae. De wetenschappelijke naam van de soort is voor het eerst geldig gepubliceerd in 1934 door Arcangeli.